# Majmai járás
A Majmai járás (oroszul Майминский район, délajtáj nyelven Майма аймак) Oroszország egyik járása az Altaj köztársaságban. Székhelye Majma.

A Majmai járás az Altaj Köztársaságban

## Népesség
- 2002-ben 26 306 lakosa volt, akik közül 23 023 orosz, 1884 altaj (18 telengittel, 11 cselkánnal és 10 tubalárral együtt), 196 kazah, 195 német, 131 örmény stb.
- 2010-ben 28 642 lakosa volt, akik közül 24 437 orosz, 2337 altaj (180 tubalárral, 48 telengittel és 35 cselkánnal együtt), 256 kazah, 225 ukrán, 193 örmény, 168 német, 93 kumundi, 79 azeri, 76 üzbég, 71 tatár, 52 fehérorosz, 29 cigány, 26 tadzsik, 24 moldáv, 21 koreai, 21 udmurt.